# جین کندی اسمیت
جین کندی اسمیت (انگلیسی: Jean Kennedy Smith؛ ۲۰ فوریه ۱۹۲۸ – ۱۷ ژوئن ۲۰۲۰) یک سیاست‌مدار اهل ایالات متحده آمریکا و یک فعال تلاشهای انسان‌دوستانه و مؤلف کتاب بود که از سال ۱۹۹۳ تا ۱۹۹۸ به عنوان سفیر ایالات متحده در ایرلند خدمت کرد. وی یکی از اعضای خانواده کندی است. جین از ۹ فرزند جوزف کندی سینیر هشتمین فرزند او و رز کندی بود که طولانی‌ترین طول عمر را داشته‌است. خواهر و برادرهای جین عبارتند از رئیس‌جمهور (جان اف کندی)، سناتور رابرت اف کندی، سناتور تد کندی و یونیس کندی شرایور بنیانگذار المپیک بودند.
در زمانی که اسمیت سفیر آمریکا در ایرلند بود سمتش عنوان نماینده رئیس‌جمهور بیل کلینتون در دوبلین بود و در روند صلح ایرلند شمالی نقش مهمی داشت. وی در پی درخواست از وزارت امور خارجه آمریکا برای صدور روادید برای جری آدامز رهبر شین فین به شدت مورد انتقاد قرار گرفت، اگرچه خانواده وی گفتند این اقدام در اعلام آتش‌بس ۱۹۹۴ ارتش جمهوریخواه ایرلند موقتاً تأثیر داشت. با این حال، آدامز گفته‌است که رئیس‌جمهور کلینتون بود که روند صلح ایرلند شمالی را رهبری کرد و در طی این روند، اسمیت به توصیه‌های یک کشیش تأثیرگذار بلفاست تکیه داشت. رئیس‌جمهور ایرلند مری مک آلیس به پاس خدمات جین کندی به این کشور، تابعیت افتخاری ایرلندی را به اسمیت اعطا کرد.
وی همچنین برندهٔ جوایزی همچون نشان افتخار آزادی رئیس‌جمهوری شده‌است.
اسمیت در ۱۷ ژوئن ۲۰۲۰ در سن ۹۲ سالگی در خانه خود در منهتن درگذشت.

## جوایز و آثار

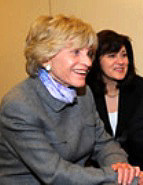
جین کندی اسمیت سال 2008

اسمیت به‌خاطر تلاش‌های انسان‌دوستانه‌اش به جامعه معلولین چندین جایزه کسب کرد، از جمله اعطای شهروند افتخاری از جانب دولت ایرلند در ۱۹۹۸. همچنین در ۲۰۰۷ مدال افتخار را به عنوان سفیر پیشین ایالات متحده آمریکا در ایرلند دریافت نمود و در سال ۲۰۰۹ نیز به خاطر کارهای بشردوستانه‌اش به کودکان معلول در ایرلند شمالی موفق به کسب جایزه صلح شد.